# Ascensi Mora
Ascensi Mora   (València, 18 de novembre de 1834 - València, 1 d'agost de 1883) va ser un director, actor i dramaturg valencià.

## Biografia
De família menestral, va dedicar-se durant els seus primers anys a treballar com a velluter, una de les professions artesanals de més puixança a la capital valenciana en aquells temps. Posteriorment, compaginarà la professió d'actor amb el comerç, atès que serà propietari d'una de les pastisseries més importants de València, la qual cosa il·lustra sens dubte les dificultats dels intèrprets valencians per a viure exclusivament del seu treball.
Des de molt aviat va destacar la seua inclinació cap al teatre, i va actuar a diversos locals d'afeccionats de la ciutat de València, coneguts com a teatres de porxo perquè habitualment es trobaven a les parts altes del blocs de veïns. Les seues dots com a intèrpret el van dur aviat a treballar en altres teatres d'afeccionats de més pretensions, com ho eren al segon terç del segle xix el del Comte de Carlet i el conegut com a Teatre de l'Empedrat. L'èxit aconseguit amb aquestes interpretacions va dur l'actor i empresari Joan Plaza a incorporar-lo a la seua companyia professional, amb la qual va actuar a diverses localitats valencianes: Castelló de la Plana, Cullera o Xàtiva. Tot i que els seus registres interpretatius incloïen gèneres com el melodrama i la sarsuela, Mora va distingir-se aviat com a intèrpret de teatre còmic, i en especial de sainets en valencià.
Ja com a primer actor còmic ingressa a la companyia titular del Teatre Princesa de València (1861), on coincideix amb els actors més assenyalats de la primera gran generació d'intèrprets del teatre popular valencià, com ara Leandre Torromé i Amèlia Mondéjar. Aquesta companyia serà la que farà possible els èxits dels sainetistes valencians del període. Per a Mora, per exemple, escriurà Eduard Escalante el seu primer sainet, El déu, déneu i noranta (1861).
Tot i això, els sainets valencians no van tenir durant els anys seixanta prou èxit de públic com per garantir el manteniment d'una companyia estable especialitzada en aquest gènere. Mora, llavors, se n'haurà d'anar a fora del País Valencià i durant aquella dècada treballarà a diversos teatres de Madrid i Barcelona. Retornat a València a començaments dels anys setanta del segle xix, reprendrà la dedicació al teatre valencià en una companyia en què, als noms esmentats, se n'hi afegiran d'altres no menys importants, com Maria Agostí, Felip Carsí i Manuel Llorens. Va treballar de manera habitual als teatres de la Princesa i Russafa de la capital valenciana. A més, en aquest darrer va exercir les tasques de director escènic des del 1882 fins a la seua mort.
Estretament vinculat a l'escriptura dramàtica d'Eduard Escalante, estrenarà catorze obres seues: a més de la ja esmentada, n'hi ha d'altres no menys importants: La senserrà del Mercat (1871), Barraca en Lo Cabanyal (1872), El tio Cavil·la o a divertir-se a un poblet (1873), Una sogra de castanyola (1875), L'agüelo Cuc (1877), L'herència del rei Bonet (1880) o, sobretot, Les criaes (1878), una de les peces clau interpretatives del gènere sainetístic valencià.
Com a dramaturg és autor d'alguns sainets, com ara El cap d'Holofernes (1872, amb la col·laboració d'Antoni Roig), El senserro de Moncà (1870) —que era una versió paròdica de La campana de la Almudaina, de Joan Palau i Coll—, Un bateig, etc.

## Significació
L'extraordinària força còmica de l'actor, unida a unes dots de contenció expressiva no menors, el convertiran en un dels intèrprets paradigmàtics del teatre escalantí, raó per la qual aquest dramaturg escriurà sovint a partir de les pautes interpretatives marcades pel mateix Mora. La seua figura i el seu treball van ser molt recordats pels dramaturgs valencians del període: el mateix Escalante, Joaquim Balader, Rafael Maria Liern, Manuel Millàs i Francesc Palanca i Roca, entre d'altres. Així mateix, la seua forma d'actuar es troba a la base de la dels actors valencians de generacions posteriors, com l'esmentat Manuel Llorens o Pepe Alba, ja al segle xx.

## Publicacions
- Mora, Ascensi. El senserro de Moncà. Amb Ascensi Faubel. València: Impremta d'Olegario Barberà, 1872.
- Mora, Ascensi. El cap d'Holofernes. Amb Antoni Roig. València: Impremta de R. Ortega, 1872.